# Conestoga (Pennsylvania)
Conestoga è un census-designated place (CDP) degli Stati Uniti d'America, situato nello stato della Pennsylvania, nella contea di Lancaster.

## Storia
I Conestoga o Susquehannock erano una tribù irochesa, il cui nome deriva da Kanastoge, il nome di uno dei loro villaggi situato nell'attuale Pennsylvania (Stati Uniti).
Vivevano lungo la baia di Chesapeake. Nel 1608 c'erano circa 8.000 individui, gli ultimi 20 furono uccisi nel 1763. Vivevano in città fortificate, come la Confederazione Irochese, erano agricoltori semi-sedentari, e si ritiene che il loro nome forse riunisse una confederazione di tribù, poiché riuniva numerose sotto-tribù e clan.
Furono visitati per la prima volta dagli europei da John Smith nel 1608, che li descrisse come alti, forti ed efficienti. Intorno al 1663 i loro villaggi furono difesi da piccoli cannoni, poiché furono spesso attaccati dagli Irochesi, che conducevano guerre di logoramento. I francesi li chiamavano andaste, nome che deriva da quello dato loro dagli Uroni, Andastoerrhonon, e dall'olandese minqua, che significa "traditori".
Furono decimati numericamente dalla malattia dei bianchi e dagli attacchi dei coloni e degli Irochesi. Nel 1675 furono sconfitti dalle Cinque Nazioni e dovettero spostarsi a nord e ad ovest, assediati da inglesi e irochesi. Nel 1682 firmarono un trattato con William Penn e gli fu permesso di vivere su una parte della loro terra in Pennsylvania .
Nel 1776 parteciparono alla cosiddetta Guerra di Bacon per la politica del commercio di pellicce. Si divisero quindi in due gruppi: uno si unì e si fuse con gli Irochesi, e l'altro si stabilì nella contea di Lancaster e si unì alla rivolta di Pontiac. Coloro che se ne fossero andati con gli Irochesi si sarebbero uniti agli Oneida. Gli altri rimasero indipendenti e gli ultimi 20 sopravvissuti furono sterminati nel 1763 da un gruppo di fanatici, i Paxton Boys, a causa della ribellione indiana in Pennsylvania.
Il nome di Conestoga è molto famoso nel processo dell'avanzata americana verso i territori occidentali: la conquista dell'Occidente fu effettuata fondamentalmente con i famosi carri " Conestoga " (Conestoga Wagon in inglese), così chiamati perché costruiti a Lancaster Contea dalla Pennsylvania sudorientale, dove viveva questo gruppo di nativi americani.